# 付昱
付昱（1988年7月22日—），男，黑龍江尚志人，现居北京，中国插画师、政治漫画家。乌合麒麟团队主创之一。

## 生平
付昱小时候受漫画《七龙珠》影响，产生创作漫画的欲望。在2020年10月30日的一篇网帖中，付昱声称他的爷爷奶奶参加过朝鮮戰爭，其本人從小就被爱国主義氣氛感染。付昱後就读于长春一所大学的艺术系艺术设计专业。
2009年，作为一名大四学生在北京一家动画影视制作公司实习培训。后来，一个总监离开公司自己开工作室，就带他来到中关村，毕业后他在这个小工作室开始“北漂”生活。后来他接触电影，在棚里制作模型和图案。2013年底应邀去上海电影艺术学院开设了一次关于CG应用技术的讲座。
2014年初，合伙开了一个叫“乌合”的绘画培训机构，曾自稱是北京乌合文化创意有限公司的老板。
2020年3月，他与南派三叔合作出版盗墓笔记画册《与邪共予起灵书》，收录了九十余幅盗墓笔记漫画。
2021年9月，出席“2021年世界互联网大会乌镇峰会——全球抗疫与国际传播论坛”并致辞。
2021年12月31日，参加中央广播电视总台“启航2022”跨年晚会。

## 争议

### 兩塊14nm等於7nm言論
2021年6月，乌合麒麟转发了國產14nm即將量產、以及“2个14nm芯片叠加优化可以比肩7nm性能”的文章；随后被网友諷刺兩杯50度的水等於100度，“什么都不懂瞎沸腾”，評論區演變成立場罵戰。之后乌合麒麟两度道歉，但再撤回道歉，有人指責他靠愛國作護身符轉移焦點，攻擊務實的反對意見，不願面對短板與接受批評。